# Muhammad IV di Granada
Abū ʿAbd Allāh Muḥammad IV ibn Ismāʿīl (in arabo أبو عبد الله محمد بن إسماعيل‎?), noto anche semplicemente come Muhammad VI (Granada, 14 aprile 1315 – 25 agosto 1333), è stato il sesto sultano nasride del Sultanato di Granada.
Salì al trono nel 1325 quando aveva soli 10 anni, a causa dell'assassinio di suo padre Ismāʿīl I. I primi anni del suo regno furono segnati dal conflitto tra i suoi ministri, che cercavano di assumere una maggiore influenza sul giovane sultano. Le acredini portarono allo scoppio di una guerra civile tra la fazione capeggiata dal visir Muhammad ibn al-Mahruq e quella legata al potente comandante dei Volontari della Fede (dei combattenti nordafricani di élite), Uthman ibn Abi al-Ula. Quest'ultimo dichiarò lo zio di Muhammad, Muhammad ibn Faraj, come anti-sultano e si assicurò il sostegno di Alfonso XI di Castiglia (al potere dal 1312-1350), re del vicino Stato cristiano a nord di Granada. Muhammad IV chiese aiuto ad Abu Sa'id Uthman II (r. 1310-1331) del Sultanato merinide in Marocco e gli assegnò alcune città nella penisola iberica, incluse Ronda, Marbella e Algeciras, probabilmente in cambio di assistenza militare. La guerra civile terminò nel 1328, quando Muhammad, che nonostante la sua giovane età aveva iniziato ad assumere un ruolo più attivo nel governo, si riconciliò con Uthman ibn Abi al-Ula e ordinò l'assassinio di Ibn al-Mahruq; il pretendente Muhammad ibn Faraj fu inviato in Nord Africa. Nel 1329 nominò Abu Nuaym Ridwan, suo tutore quando era ancora un bambino, in qualità di hajib (ciambellano), permettendogli di compiere una grande carriera politica; si trattò della prima volta in cui venne assegnato un titolo simile nel Sultanato di Granada.
Nel 1328 e nel 1329, Alfonso XI formò una coalizione contraria a Granada con un altro monarca iberico, Alfonso IV d'Aragona (r. 1327-1336). Entrambi i regni cristiani invasero Granada nel 1330, con Alfonso XI alla guida del suo esercito per prendere Teba e saccheggiare la campagna di Granada. Muhammad chiese di aprire i negoziati e concluse un trattato con la Castiglia il 19 febbraio 1331. Alfonso XI ruppe presto l'intesa interrompendo le esportazioni di cibo a Granada, contrariamente a quanto era stato concordato, mentre l'Aragona non aderì al patto e fu per questo invasa dalle forze granadine. Nel settembre del 1332, Muhammad si recò alla corte merinide a Fes per chiedere sostegno. Il nuovo sultano merinide Abu al-Hasan Ali (r. 1331-1348) spedì 5 000 truppe, comandate da suo figlio Abu Malik Abd al-Wahid, ad Algeciras all'inizio del 1333. I guerrieri parteciparono all'assedio di Gibilterra del 1333. Nel mese di giugno di quell'anno, la città si arrese ma subì un nuovo attacco ad opera di Alfonso XI subito dopo. Muhammad si spinse in Castiglia ed eseguì un attacco diversivo prima di marciare verso Gibilterra e garantire così maggiore supporto ai suoi uomini. Ciò provocò una situazione di stallo che si concluse con una tregua il 24 agosto 1333, la quale pose fine alle operazioni militari a Gibilterra e portò al ripristino del trattato del 1331. Il giorno seguente, Muhammad fu assassinato all'età di diciotto anni per ordine dei figli di Uthman ibn Abi al-Ula (il quale era morto nel 1330), preoccupati per l'alleanza del sultano con i Merinidi o della sua amicizia con la Castiglia. Gli successe il fratello Yusuf I (r. 1333-1354).

## Contesto storico

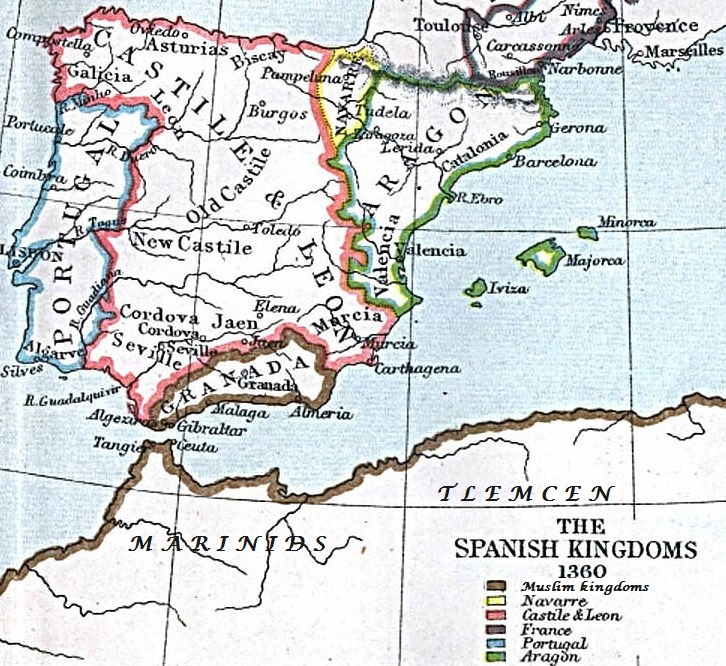
Il Sultanato di Granada e i regni circostanti nel 1360

Fondato da Muhammad I nel 1230, il Sultanato di Granada fu l'ultimo Stato musulmano storicamente esistito nella penisola iberica. Con una serie di manovre diplomatiche e militari, esso riuscì a preservare la sua indipendenza, nonostante si sviluppasse a ridosso tra due vicini più grandi: il Regno di Castiglia cristiano a nord e il Sultanato merinide musulmano in Marocco. Granada strinse occasionalmente delle alleanze o entrò in guerra con l'una o con l'altra potenza, spronandole altresì a combattere tra di loro, al fine di evitare di finire sotto l'egemonia di una delle due. Di tanto in tanto, i sultani di Granada giurarono obbedienza e resero tributo ai re di Castiglia, versando peraltro somme particolarmente elevate. Nell'ottica della Castiglia, Granada era a tutti gli effetti un suo vassallo, mentre le fonti musulmane non descrivono mai un rapporto di sudditanza simile; si pensi inoltre che alcuni sultani, tra cui Muhammad I, giurarono in alcune occasioni la propria fedeltà ad altri sovrani musulmani. Tra gli ultimi decenni del XIII secolo e la metà del XIV secolo, in quella che gli storici moderni hanno definito la lotta per lo stretto (in spagnolo battalla del Estrecho), Granada, la Castiglia e i Merinidi si contesero i porti strategicamente importanti dello stretto di Gibilterra, in particolare Algeciras, Gibilterra e Tarifa, i quali controllavano il passaggio tra la penisola iberica e il Nord Africa. Al momento dell'ascesa di Muhammad IV, la Castiglia prese possesso di Gibilterra dopo l'assedio del 1309), permettendole di interferire con le rotte commerciali percorse presso la vicina Algeciras, mentre il controllo granadino di Algeciras precluse al contempo gli scambi verso Gibilterra da Tarifa, controllata dai castigliani, e verso altre aree della Spagna. Un'altra potenza cristiana nella penisola, la Corona d'Aragona era in pace con Granada in seguito al trattato del 1321 tra i due regni, il quale includeva una disposizione per la libera circolazione dei sudditi musulmani aragonesi che desideravano spostarsi nelle regioni musulmane.

## Biografia

### Primi anni di vita

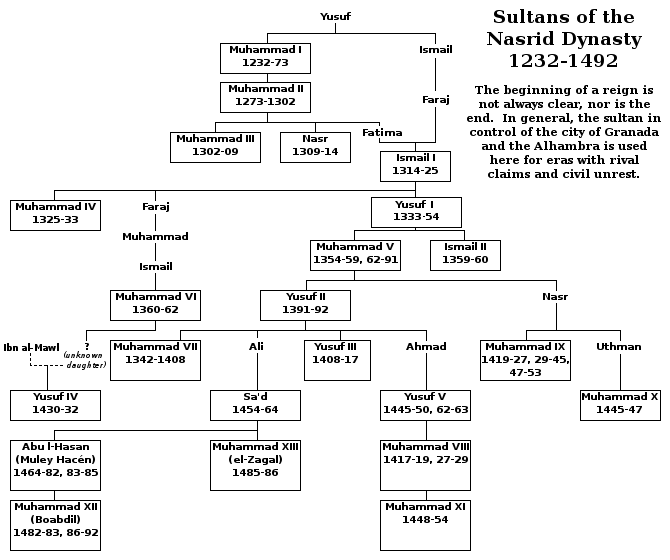
Albero genealogico completo della dinastia dei Nasridi

Abū ʿAbd Allāh Muḥammad IV ibn Ismāʿīl nacque nella città di Granada il 14 aprile 1315 (7 Muharram 715 AH) ed era il primogenito del sultano Ismaʿil I, salito al trono nel febbraio 1314 dopo aver deposto suo zio Nasr. Sua madre era invece Alwa, una donna cristiana. L'8 luglio 1325 (26 Rajab 725 AH), suo padre fu assassinato da un parente, Muhammad ibn Ismail. Secondo Ibn al-Khatib e la Cronaca di Alfonso XI castigliana, ciò che scatenò l'attacco fu un risentimento personale, ma la seconda opera menzionata riferisce altresì che il complotto fu segretamente architettato da Uthman ibn Abi al-Ula, lo shaykh al-ghuzat o comandante dei Volontari della Fede (truppe nordafricane al servizio di Granada). L'assassino, così come suo fratello che partecipò nell'attacco, finì arrestato e ucciso sul posto, mentre Uthman non venne incriminato. Secondo Ibn Khaldun, Uthman fu invece la persona che trovò e giustiziò l'omicida. Muhammad, che all'epoca aveva dieci anni, fu proclamato sultano il giorno stesso. Il visir (primo ministro) di Ismaʿil, Abu al-Hasan ibn Mas'ud, fu ferito mentre difendeva il suo sultano durante l'assassinio, ma riuscì a mobilitare la corte al fine di garantire il riconoscimento (bayʿa) a Muhammad IV. Tra le figure che giurarono fedeltà rientravano giudici, predicatori, sufi, ulama, grammatici e funzionari della cancelleria. La nonna paterna di Muhammad, Fatima bint al-Ahmar, prestò un sostegno cruciale alla sua ascesa e fornì ulteriore legittimità perché il legame di Muhammad IV con la precedente linea di sultani di Granada nasridi si doveva a lei, mentre suo nonno Abu Said Faraj non apparteneva alla stirpe dei sultani.

### Regno

#### I ministri del sultano e la loro ingerenza

Il Sultanato di Granada, incluse le città e gli insediamenti principali

Per via della sua giovane età, le funzioni di Muhammad furono delegate ai ministri di corte e a sua nonna. In un primo momento, Ibn Mas'ud continuò a ricoprire il ruolo di come visir, ma morì per le infezioni causate dalle ferite riportate un mese dopo l'ascesa del nuovo sultano. Fu rimpiazzato dal wakil Muhammad ibn al-Mahruq, nominato da Uthman, preservò il suo incarico di comandante dei Volontari della Fede. Tale incarico, unito al suo legame con il visir, lo rese una figura potente alla corte del giovane sultano. La tutela di Muhammad fu delegata al suo tutore, Abu Nuaym Ridwan, e a sua nonna.
Ben presto il comportamento dispotico di Uthman alienò gli altri ministri, privandoli dell'autorità e stanziando i fondi statali quasi esclusivamente per il pagamento dei suoi guerrieri. Ciò portò Ibn al-Mahruq a temere che l'ambizioso Uthman stesse pianificando una congiura di palazzo per prendere il potere. Tra i due emerse un'aperta rivalità, culminata nel dicembre 1326 quando le truppe di Uthman occuparono la città e costrinsero Ibn al-Mahruq e i suoi seguaci a confinarsi nel palazzo dell'Alhambra. Nel frattempo, Ibn al-Mahruq nominò Yahya ibn Umar ibn Rahhu, genero di Uthman e membro della famiglia dei Banu Rahhu, come comandante rivale dei Volontari. Ciò portò le truppe volontarie ad abbandonare Uthman, che rimase con la sua stessa famiglia e i suoi seguaci, che contavano solo 1 000 uomini.

#### Guerra civile
Uthman e i suoi seguaci marciarono verso Almería, fingendo di avere intenzione di tornare da quel porto nella natia Nord Africa. Tuttavia, lì Uthman invitò uno zio di Muhammad IV, Abu Abdullah Muhammad ibn Faraj, e lo dichiarò come anti-sultano alla fine di gennaio 1327, assegnandogli il laqab (titolo onorifico) di al-Qaim bi-amr Allah ("Colui che esegue gli ordini di Dio"). Uthman e Abu Abdullah si ingraziarono la fedeltà del popolo della vicina fortezza di Andarax il 4 aprile. Uthman ne fece la sua roccaforte per la lotta contro i ministri di Muhammad. Ben presto anche le zone circostanti riconobbero la sua autorità, circostanza la quale gettò Granada in una guerra civile aperta.
Uthman strinse presto dei legami diplomatici con i castigliani, confidando nel loro ausilio nella guerra. Il re Alfonso XI di Castiglia approfittò rapidamente della divisione di Granada invadendo le sue province occidentali, e alcune fonti musulmane riportano addirittura che uno dei figli di Uthman affiancò Alfonso XI durante la sua invasione della provincia di Ronda e la cattura di Olvera, nel giugno del 1327. Successivamente, Alfonso conquistò Pruna, seguite dalle vicine Ayamonte e Torre Alháquime, arresesi entrambe senza combattere. In mare, la flotta granadina fu sconfitta da quella dell'ammiraglio castigliano Alfonso Jofré Tenorio: tre galee e 300 uomini furono catturati e portati a Siviglia. La corte di Muhammad fu costretta a chiedere aiuto al Sultanato merinide, dovendo cedere alla controparte marocchina, probabilmente in cambio di supporto militare, Ronda e Marbella, così come Algeciras l'anno successivo. Il sultano merinide Abu Sa'id Uthman II inviò truppe nella penisola nel 1327 e 1328 per aiutare Muhammad. Nel frattempo Muhammad, allora tredicenne, cominciò ad esercitare un controllo più concreto sul suo governo. Le perdite patite per via della guerra civile lo indussero a cambiare strategia: nel luglio/agosto 1328, si riconciliò con Uthman ibn al-Ula, che si stabilì a Guadix. Il 6 novembre 1328 Muhammad ordinò ai suoi schiavi a corte di assassinare Ibn al-Mahruq. Muhammad riconfermò Uthman come shaykh al-ghuzat, un incarico che mantenne fino alla sua morte nel 1330. Uthman, tornato al suo precedente incarico di potere, inviò il pretendente Abu Abdullah in Nord Africa, ponendo definitivamente fine alla guerra civile.

#### Sviluppi politici fino al 1329
Le fonti medievali riferiscono che Alfonso XI avesse raggiunto la maggiore età il 13 agosto 1325, nel giorno del suo quattordicesimo compleanno, evento il quale archiviò il periodo di instabilità inaugurato dalla morte del suo precedessore. Fortunatamente la battaglia della Vega di Granada del 1319, vinta in maniera netta dei granadini, aveva consentito quanto meno di scongiurare temporaneamente le minacce esterne costituite dai regni cristiani.
Coinvolto nella guerra civile tra i ministri, Muhammad si schierò al fianco di Uthman e conquistò delle roccaforti di frontiera nel 1327. Il monarca dello Stato vicino, Giacomo II d'Aragona, mantenne rapporti pacifici con Granada e rispettò il trattato di pace siglato con Muhammad IV nel 1326, il quale ribadiva una precedente intesa sottoscritta con Ismaʿil I nel 1321. Giacomo II morì nel 1327 e gli successe il figlio Alfonso IV, che assunse una politica più belligerante nei confronti di Granada. Il nuovo re aragonese nutriva dei sospetti sull'effettivo scopo dell'alleanza di Muhammad con i Merinidi, a maggior ragione dopo che questi ultimi aumentarono le loro attività navali nello stretto di Gibilterra; stando a quanto riferito ad Alfonso, essi stavano pianificando di invadere la Spagna. Pur avendo rinnovato il trattato siglato da suo padre con Muhammad, allo stesso tempo si alleò con Alfonso XI, firmando l'accordo di Agreda nel 1328, e quello di Tarazona il 6 febbraio 1329, con l'obiettivo di compiere un attacco congiunto contro Granada. Alfonso IV sposò inoltre la sorella del re castigliano, Eleonora. Una volta dichiarato nullo il trattato stipulato tra Aragona e Granada nel marzo 1329, adducendo come pretesto i persistenti attacchi musulmani, dichiarò subito guerra a Granada. Per contrastare la coalizione cristiana, nel 1329 l'esercito granadino poteva contare su 4 000 cavalieri, di cui 3 000 provenienti dal Nord Africa e 1 000 dall'Andalusia. Di questi ultimi, 1 000 nordafricani e 600 andalusi erano schierati a presidio della capitale.
Il 17 maggio 1329 (17 Rajab 729), Muhammad nominò il suo vecchio tutore Abu Nuaym Ridwan nel ruolo di hajib (ciambellano). Si trattò della prima volta nella storia del sultanato che venne istituito tale incarico, modellato sulle mansioni assegnate a tale figura nel X secolo dal Califfato di Cordova degli Omayyadi. Nei fatti, l'hajib agiva come una sorta di primo ministro, superando in termini di peso specifico il visir e gli altri ministri e godendo del comando dell'esercito in assenza del sultano. Ridwan, un castigliano-catalano convertito all'Islam che fece carriera sotto Ismaʿil I, continuò a ricoprire la carica durante il sultanato del successore di Muhammad, Yusuf I, e la prima parentesi al potere (1354-1359) di Muhammad V, ad eccezione di un breve periodo sotto Yusuf.

#### Contrasto dell'invasione cristiana

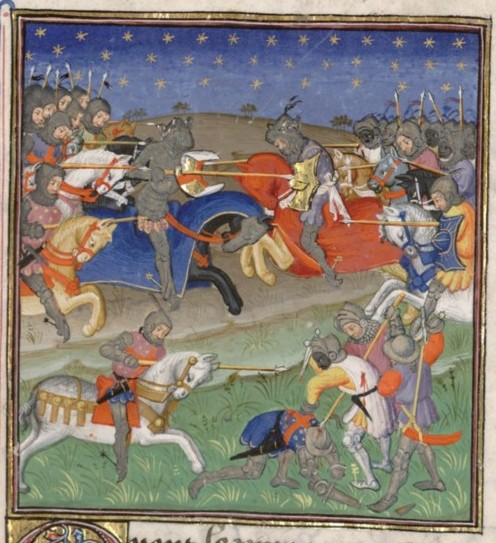
Miniatura dedicata alla battaglia di Teba dell'agosto del 1330, durante la quale le forze di Muhammad IV furono sconfitte da Alfonso XI

Dopo che papa Giovanni XXII proclamò una crociata contro Granada nel febbraio 1330, Alfonso IV inviò 500 cavalieri per invadere le zone di confine nemiche, mentre Alfonso XI guidò personalmente le sue truppe da Cordova nel luglio del 1330. Le forze castigliane assediarono la fortezza di Teba il 7 agosto e si confrontarono con i 6 000 granadini guidati da Uthman ibn Abi al-Ula. Questi ultimi subirono una sconfitta in occasione della battaglia di Teba e la fortezza locale si arrese il 30 agosto. Uthman morì nello stesso anno a Malaga, venendo sostituito da suo figlio Abu Thabit Amir nel ruolo di comandante dei Volontari della Fede. I crociati che agivano indipendentemente da Alfonso XI devastarono la campagna di Granada, causando gravi carenze alimentari e spingendo Muhammad chiedere la pace. Il 19 febbraio 1331 a Siviglia fu firmato un trattato di pace che sarebbe rimasto in vigore per quattro anni. Muhammad accettò di rendere omaggio alla Castiglia e di inviare ogni anno un suo emissario a rendere omaggio ad Alfonso XI. Come parte del trattato di pace, la Castiglia accettò di esportare grano e bestiame per alleviare la carestia in corso a Granada. Nonostante la richiesta di Muhammad, Alfonso IV rifiutò di aderire al trattato.
Alfonso XI ruppe presto la tregua, bloccando le esportazioni di prodotti alimentari a Granada. Il sultanato continuò a rimanere in stato di guerra con l'Aragona. Muhammad inviò un esercito comandato da Ridwan a invadere la regione intorno ad Alicante. L'esercito granadino eseguì delle incursioni a Guardamar il 18 ottobre 1331, imperversò nelle campagne circostanti e fece infine ritorno con dei prigionieri e 400 musulmani aragonesi che avevano deciso di arruolarsi nell'esercito. L'esercito di Ridwan tornò nell'aprile del 1332 e assediò Elche per cinque giorni. Temendo le continue minacce a cui era esposto il sultanato e consapevole della violazione del trattato di Castiglia, Muhammad chiese aiuto al sovrano merinide Abu al-Hasan Ali, subentrato ad Abu Said Uthman nell'agosto del 1331. Il 7 settembre, Muhammad salpò personalmente per il Marocco per incontrare Abu al-Hasan alla sua corte a Fes. Il sultano merinide rispose positivamente, promettendo di inviare dei rinforzi per aiutare i musulmani di Granada e di elargire dei doni a Muhammad. Quest'ultimo provò inoltre a entrare in stretti rapporti con il nobile castigliano ribelle Giovanni Emanuele.

#### Supporto merinide e presa di Gibilterra
Il supporto fornito da Abu al-Hasan a Granada consisteva in 5 000 soldati fedeli a suo figlio, Abd al-Malik Abd al-Wahid. Salpati alla volta Algeciras all'inizio del 1333, parteciparono poco dopo al terzo storico assedio di Gibilterra via mare e via terra. All'esercito merinide si unirono le truppe di Granada capeggiate da Ridwan. L'ammiraglio castigliano Alfonso Jofré Tenorio cercò di consegnare dei rifornimenti a Gibilterra, ma ciò fu impedito da un blocco navale compiuto della flotta merinide. Egli tentò di lanciare dei sacchi di farina nella città usando dei trabucchi sulle sue navi, ma la maggior parte dei rifornimenti non raggiunse il castello. Nel frattempo, Muhammad attaccò invano Castro del Río, ma successivamente espugnò la fortezza di Cabra. I difensori di Gibilterra si arresero il 17 giugno 1333, dopo circa cinque mesi di assedio, e gli fu concesso un salvacondotto per abbandonare la città. Alfonso XI apprese la notizia tre giorni dopo, quando i soccorsi da lui inviati distavano pochi giorni e stavano giungendo a Jerez.

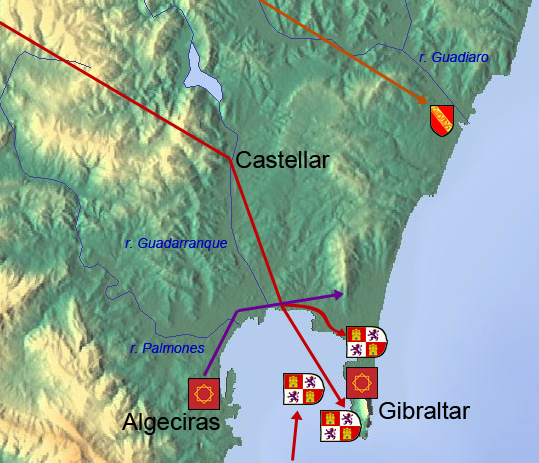
Quadro militare dell'assedio di Gibilterra del giugno-agosto 1333, in occasione del quale i castigliani tentarono di riconquistare Gibilterra.
Granada,
Castiglia,
Merinidi

Alfonso XI accelerò dunque la sua marcia, attraversando il fiume Guadarranque vicino a Castellar il 26 giugno e tentando presto di circondare Gibilterra con la speranza di riconquistarla, inaugurando quello che fu il quarto storico assedio di Gibilterra. I musulmani avevano rafforzato la città destinandole dei rifornimenti partiti da Algeciras, e le truppe di Abu Malik di stanza in quella città si opposero all'esercito di Alfonso. Per distogliere l'attenzione della Castiglia, Muhammad eseguì un attacco diversivo in territorio castigliano, assicurandosi Benamejí e razziando i dintorni di Cordova. Lungo il percorso non incontrò grossa resistenza, in quanto l'esercito di Alfonso fu bloccato dalle forze di Abu Malik e i nobili castigliani che avrebbero dovuto opporsi a Muhammad insorsero e colpirono i castelli di Alfonso invece, a cui si unì il ribelle Giovanni Emanuele che aveva abbandonato l'accampamento di Alfonso. Muhammad marciò quindi verso Gibilterra, accampandosi inizialmente sulle rive del Guadiaro vicino alla città assediata, e poi andò nella Sierra Carbonera per congiungersi con le forze con Abu Malik. Le armate musulmane e cristiane si affrontarono per diversi giorni, ma dopo diverse scaramucce nessuna delle due parti poteva dire di aver riportato una vittoria decisiva. Alfonso era altresì preoccupato per la distruzione del suo regno causata dai nobili a lui infedeli. Ciò lo spinse a concordare una tregua il 24 agosto 1333, con Muhammad e Alfonso che riaffermarono la validità del trattato di Siviglia del 1331. Muhammad visitò la tenda di Alfonso portando vari doni, mentre il re castigliano lo accolse a piedi e a capo scoperto in segno di rispetto; i due consumarono assieme un sontuoso pasto.

### Morte
Muhammad fu assassinato il 25 agosto 1333 (13 Dhu al-Hijja 733 AH), vicino alla foce del Guadiaro. I figli di Uthman ibn Abi al-Ula, Abu Thabit, il nuovo comandante dei Volontari della Fede dopo la morte di suo padre, e Ibrahim, furono responsabili del complotto, sebbene l'omicidio vero e proprio venne compiuto da uno schiavo di nome Zayyan. Secondo lo storico quasi contemporaneo Ibn Khaldun, Muhammad fu ucciso dai due fratelli a causa della sua alleanza con i Merinidi: la loro famiglia era stata esiliata a Granada perché avversa ai Merinidi e considerata ostile. Inoltre, il coinvolgimento militare dei marocchini nella penisola iberica fece perdere ai Volontari della Fede l'influenza di cui godevano in precedenza come forza militare dominante al servizio di Granada. Contrariamente alle fonti musulmane, che menzionano il ruolo assunto dai Merinidi nell'assassinio, quelle castigliane affermano che Muhammad fu ucciso a causa della sua amicizia, ritenuta troppo stretta, con Alfonso XI.

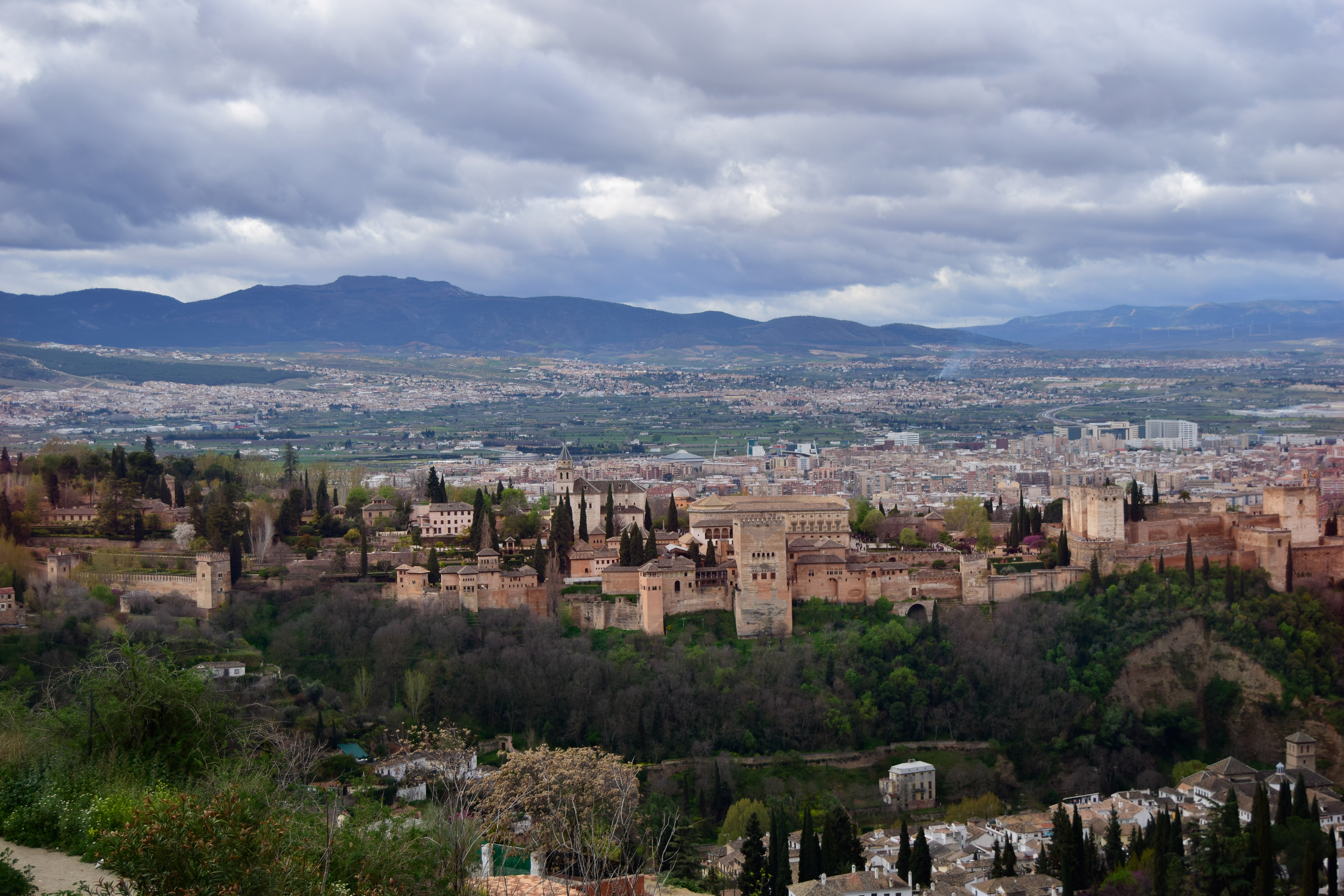
L'Alhambra (in primo piano), centro del potere del sultanato, e la città di Granada (in secondo piano)

Secondo lo storico Brian Catlos, l'hajib Ridwan, il quale era presente al momento dell'assassinio, si recò rapidamente alla capitale, tanto da arrivarci in giornata, e, dopo essersi consultato con Fatima, supervisionò i preparativi per la nomina del fratello minore di Muhammad, Abu'l-Hajjaj Yusuf, come nuovo sultano, divenuto poi noto come Yusuf I. Questa versione della proclamazione di Yusuf è stata menzionata anche dagli storici Leonard P. Harvey e Francisco Vidal Castro, che la attribuiscono a fonti castigliane. Francisco Vidal Castro ha ritenuto più credibile un altro resoconto, sostenendo che la dichiarazione e il giuramento di fedeltà ebbero luogo nel campo musulmano vicino a Gibilterra anziché nella capitale, e che furono i figli di Uthman a proclamarlo. Vidal Castro ha affermato inoltre che la proclamazione avvenne il giorno dopo la morte di Muhammad (26 agosto/14 Dhu al-Hijja). Il corpo di Muhammad fu recuperato e sepolto vicino al maniero (al-munya al-sayyid) a Malaga, sempre il 26 agosto. Secondo le usanze islamiche per un martire, le sue spoglie furono sepolte immediatamente senza essere lavate. Successivamente, fu costruito un mausoleo (qubba) sul luogo della sua tomba e sulla sua lapide furono incisi degli epitaffi poetici.

## Personalità
I suoi biografi scrivono che Muhammad amava la caccia, un passatempo comune dei monarchi Nasridi. Si diceva anche che fosse un abile cavaliere, spesso in competizione con altri nell'arena. Era esperto nelle arti marziali e interessato alla letteratura e alla poesia: commissionò al poeta di Malaga Ibn al-Murabi al-Azdi di scrivere versi sulla Sierra Nevada e ascoltava poesie come modo per rilassarsi. All'inizio di gennaio 1332 si ammalò gravemente e circolarono diverse voci sulla sua morte, ma egli si riprese entro il 23 gennaio. Alla sua morte, all'età di circa diciotto anni, non aveva discendenti e probabilmente non si era nemmeno sposato.

### Esplicative
1. ↑  Sotto i Nasridi, il wakil era il sovrintendente alle finanze del sultano. Ibn al-Mahruq aveva ricoperto questo incarico sin dall'epoca di Ismaʿil I: Arié (1973), p. 214.

### Bibliografiche
1. ↑  Latham e Fernández-Puertas (1993), p. 1020.
2. ↑  Harvey (1992), pp. 160, 165.
3. ↑  O'Callaghan (2013), p. 456.
4. ↑  Harvey (1992), pp. 26-28.
5. ↑  Carrasco Manchado (2009), p. 401.
6. ↑  O'Callaghan (2011), pp. 4-5.
7. ↑  Hills (1974), p. 55.
8. 1 2 3 4 5 6 7 8 9 10 11 12 13 14 15 16 17 18 19 20 21 22 23  Vidal Castro: Muhammad IV.
9. ↑  Arié (1973), p. 98.
10. ↑  Vidal Castro: Ismail I.
11. ↑  Vidal Castro (2004), pp. 371-372, 375-376.
12. 1 2 3 4  Catlos (2018), p. 344.
13. ↑  Vidal Castro (2004), pp. 374-375.
14. ↑  Harvey (1992), pp. 184-185.
15. ↑  Harvey (1992), p. 187.
16. ↑  Arié (1973), p. 188.
17. 1 2  Rubiera Mata (1996), p. 188.
18. ↑  Catlos (2018), p. 437.
19. 1 2 3  Manzano Rodríguez (1992), p. 350.
20. 1 2 3 4 5  Arié (1973), p. 99.
21. 1 2  Manzano Rodríguez (1992), pp. 350-351.
22. ↑  Fernández-Puertas (1997), p. 3.
23. ↑  O'Callaghan (2011), p. 149.
24. 1 2 3  O 'Callaghan (2011), p. 154.
25. ↑  Arié (1973), pp. 99-100, nota 1.
26. ↑  Arié (1973), p. 247.
27. ↑  Arié (1973), pp. 199-200.
28. ↑  Arié (1973), p. 264.
29. ↑  Arié (1973), p. 200.
30. ↑  Fernández-Puertas (1997), p. 9.
31. ↑  O'Callaghan (2011), pp. 156-157.
32. ↑  O'Callaghan (2011), pp. 157-159.
33. ↑  Manzano Rodríguez (1992), p. 351.
34. ↑  O'Callaghan (2011), pp. 159-160.
35. ↑  O'Callaghan (2011), p. 160.
36. ↑  O'Callaghan (2011), pp. 160-161.
37. 1 2 3  O'Callaghan (2011), p. 162.
38. ↑  O'Callaghan (2011), pp. 162-163.
39. 1 2  O'Callaghan (2011), p. 163.
40. ↑  Hills (1974), p. 59.
41. ↑  Hills (1974), p. 60.
42. ↑  Hills (1974), pp. 60-61.
43. ↑  O'Callaghan (2011), p. 164.
44. ↑  Hills (1974), p. 64.
45. 1 2  O'Callaghan (2011), pp. 164-165.
46. ↑  Hills (1974), pp. 64-65.
47. ↑  O'Callaghan (2011), p. 165.
48. ↑  Fernández-Puertas (1997), p. 7.
49. ↑  Latham e Fernández-Puertas (1993), p. 1023.
50. ↑  Harvey (1992), p. 188.
51. ↑  Catlos (2018), pp. 345-346.
52. 1 2  Vidal Castro: Yusuf I.
53. ↑  Harvey (1992), pp. 188-189.
54. ↑  Arié (1973), p. 403.
55. ↑  Arié (1973), pp. 406-407.
56. ↑  Arié (1973), p. 196.
57. ↑  Boloix Gallardo (2013), p. 73.